# João Félix
João Félix Sequeira (Viseu, 1999. november 10. –) portugál válogatott labdarúgó, csatár, a szaúdi en-Naszr játékosa.

## Pályafutása

### Klubcsapatokban

#### Benfica
João Félix Viseu városában született és a Os Pestinhastól került hétévesen a Porto utánpótlás akadémiájára. Tizenöt évesen elhagyta a csapatot, miután több szakember szerint termete túl kicsi és vékony volt, ezért nem kapott a fejlődéséhez elegendő játéklehetőséget. Ezt követően került a rivális Benfica csapatához.
Félix 2016. szeptember 17-én, 16 évesen mutatkozott be a felnőttek között a Benfica tartalékcsapatában, a másodosztályban. Ő lett a legfiatalabb debütáns a Benfica B csapatának történetében. 13 mérkőzést játszott és három gólt szerzett a szezon során, az elsőt pedig egy 1–1
es döntetlen alkalmával szülővárosának csapata, az Académico de Viseu ellen szerezte 2017 februárjában.
A 2018–2019-es szezont megelőzően az első csapat keretéhez került, és augusztus 18-án debütált a portugál élvonalban a Boavista elleni 2–0-s győzelem alkalmával. Egy héttel később a Sporting elleni városi rangadón is pályára lépett, csapata az ő góljával ért el döntetlent. Ezzel João Félix lett a legfiatalabb játékos, aki a lisszaboni derbin gólt szerzett. 2019. január 16-án a Portugál Kupa negyeddöntőben a Vitória de Guimarães ellen szerzett újabb gólt, majd a Sporting CP elleni bajnokin is betalált, 4-2-es győzelemhez segítve csapatát. Ekkor már több európai élcsapat figyelmét felkeltette a teljesítménye.
2019. április 11-én az Európa-liga negyeddöntőjének első mérkőzésén 19 évesen és 152 naposan mesterhármast szerzett az Eintracht Frankfurt ellen 4–2-re megnyert találkozón, ezzel pedig ő lett a legfiatalabb labdarúgó, aki mesterhármast szerzett sorozat történetében, megdöntve ezzel Marko Pjaca csúcsát, aki 2014-ben 19 évesen és 214 naposan ért el hasonló teljesítményt a Dinamo Zagreb színeiben a skót Celtic ellen. Első szezonjában minden tétmérkőzést figyelembe véve húsz gólt szerzett, a bajnokságban 26 találkozón 15 alkalommal volt eredményes és bajnoki címet ünnepelhetett csapatával. Európa legerősebb bajnokságait figyelembe véve a gólok és gólpasszok számában csak Kai Havertz, a Bayer Leverkusen középpályása teljesített nála jobban a 21 éven aluli játékosok közül, ebben a statisztikai mutatóban megelőzte Jadon Sanchót, a Borussia Dortmund játékosát is.

#### Atlético Madrid
2019. július 3-án hétéves szerződést írt alá a spanyol Atlético Madridhoz, akik 126 millió eurót fizettek érte a lisszaboni csapatnak.

##### Chelsea
2023-ban kölcsönben a Chelsea-hez igazolt.

##### Barcelona
2023. szeptember 1-jén kölcsönbe érkezett a 2023–2024-es szezonra a katalán csapathoz, opciós jog nélkül.
Két nap múlva debütált az Osasuna elleni 2–1-es bajnokin, a következő mérkőzésén szerezte első gólját hazai környezetben a Real Betis ellen, az 5–0-ra zárult találkozó nyitógólját jegyezte a 25. percben.

#### Chelsea
2024. augusztus 21-én a Chelsea bejelentette, hogy Félix 7 éves szerződést írt alá a csapattal.

#### AC Milan
2025. február 4-én az AC Milan bejelentette, hogy kölcsönvette a londoni klubtól a 2024-2025-ös szezon végéig.

#### En-Naszr
2025. július 29-én kétéves szerződést kötött a szaúdi en-Naszr csapatával.

### A válogatottban
Fernando Santos szövetségi kapitány 2019 júniusában a 2018–2019-es UEFA Nemzetek Ligája négyes döntőjére készülő portugál keretbe hívta meg először João Félixet aki június 5-én a Svájc elleni elődöntőben mutatkozott be a nemzeti válogatottban, miután a 71. percben csereként beállt a  3–1-re megnyert mérkőzésen.
2024. május 21-én Roberto Martínez szövetségi kapitány kihirdette 26 fős Európa-bajnoki keretét, amelyben ő is szerepelt.

## Játékstílusa
Félixet az egyik legígéretesebb fiatal játékosnak tartják hazájában, játékstílusát többször összehasonlították Riu Costáéval és João Pintóéval is. Azonban míg ők elsősorban támadó középpályások voltak, akik a játék szervezéséért feleltek, addig João Félix a támadósorban vagy előretolt csatárként is bevethető.

## Statisztika

### Klubcsapatokban
2023. szeptember 19-i állapot szerint
| Klub                | Szezon         | Bajnokság      | Bajnokság | Bajnokság | Kupa  | Kupa  | Ligakupa | Ligakupa | Nemzetközi | Nemzetközi | Egyéb | Egyéb | Összes | Összes |
| Klub                | Szezon         | Liga           | Mérk.     | Gólok     | Mérk. | Gólok | Mérk.    | Gólok    | Mérk.      | Gólok      | Mérk. | Gólok | Mérk.  | Gólok  |
| ------------------- | -------------- | -------------- | --------- | --------- | ----- | ----- | -------- | -------- | ---------- | ---------- | ----- | ----- | ------ | ------ |
| Benfica B           | 2016–17        | LigaPro        | 13        | 3         | —     | —     | —        | —        | —          | —          | —     | —     | 13     | 3      |
| Benfica B           | 2017–18        | LigaPro        | 17        | 4         | —     | —     | —        | —        | —          | —          | —     | —     | 17     | 4      |
| Benfica B           | Összesen       | Összesen       | 30        | 7         | 0     | 0     | 0        | 0        | –          | –          | –     | –     | 30     | 7      |
| Benfica             | 2018–19        | Primeira Liga  | 26        | 15        | 6     | 1     | 2        | 1        | 9          | 3          | —     | —     | 43     | 20     |
| Atlético Madrid     | 2019–20        | La Liga        | 27        | 6         | 1     | 0     | —        | —        | 6          | 3          | 2     | 0     | 36     | 9      |
| Atlético Madrid     | 2020–21        | La Liga        | 31        | 7         | 1     | 0     | —        | —        | 8          | 3          | —     | —     | 40     | 10     |
| Atlético Madrid     | 2021–22        | La Liga        | 24        | 8         | 2     | 1     | —        | —        | 8          | 1          | 1     | 0     | 35     | 10     |
| Atlético Madrid     | 2022–23        | La Liga        | 14        | 4         | 1     | 1     | —        | —        | 5          | 0          | —     | —     | 20     | 5      |
| Atlético Madrid     | Összesen       | Összesen       | 96        | 25        | 5     | 2     | —        | —        | 27         | 7          | 3     | 0     | 131    | 34     |
| Chelsea (kölcsön)   | 2022–23        | Premier League | 16        | 4         | —     | —     | —        | —        | 4          | 0          | —     | —     | 20     | 4      |
| Chelsea (kölcsön)   | Összesen       | Összesen       | 16        | 4         | —     | —     | —        | —        | 4          | 0          | —     | —     | 20     | 4      |
| Barcelona (kölcsön) | 2023–24        | La Liga        | 2         | 1         | 0     | 0     | —        | —        | 1          | 2          | 0     | 0     | 3      | 3      |
| Barcelona (kölcsön) | Összesen       | Összesen       | 2         | 1         | 0     | 0     | —        | —        | 1          | 2          | 0     | 0     | 3      | 3      |
| Teljes karrier      | Teljes karrier | Teljes karrier | 170       | 52        | 11    | 3     | 2        | 1        | 41         | 12         | 3     | 0     | 227    | 68     |

1. ↑  Magában foglalja az összes pályára lépéseit a Portugál kupán és a Spanyol kupán is.
2. ↑  Magában foglalja az összes pályára lépéseit a Portugál ligakupán
3. ↑  Három pálya lépés a Bajnokok ligáján, hat pályára lépése és három gólja az Európa-ligán
4. 1 2 3 4  Magában foglalja az összes pálya lépését a Bajnokok ligáján
5. ↑  Magában foglalja az összes pálya lépését a Spanyol szuperkupán

### A válogatottban
Legutóbb frissítve: 2023. szeptember 11.
| Nemzeti csapat | Évek     | Mérkőzések | Gólok |
| -------------- | -------- | ---------- | ----- |
| Portugália     | 2019     | 5          | 0     |
| Portugália     | 2020     | 8          | 3     |
| Portugália     | 2021     | 7          | 0     |
| Portugália     | 2022     | 8          | 1     |
| Portugália     | 2022     | 4          | 2     |
| Összesen       | Összesen | 32         | 6     |

#### Góljai a válogatottban
Legutóbb frissítve: 2023. szeptember 11-én lett
| # | Dátum                | Helyszín                                        | Válogatottság száma | Ellenfél     | Gól | Eredmény | Verseny                                        |
| - | -------------------- | ----------------------------------------------- | ------------------- | ------------ | --- | -------- | ---------------------------------------------- |
| 1 | 2020. szeptember 5.  | Estádio do Dragão, Porto, Portugália            | 6                   | Horvátország | 3–0 | 4–1      | 2020–2021-es UEFA Nemzetek Ligája (A liga)     |
| 2 | 2020. november 1.    | Estádio da Luz, Lisszabon, Portugália           | 11                  | Andorra      | 7–0 | 7–0      | Barátságos mérkőzés                            |
| 3 | 2020. november 17.   | Stadion Poljud, Split, Horvátország             | 13                  | Horvátország | 2–1 | 3–2      | 2020–2021-es UEFA Nemzetek Ligája (A liga)     |
| 4 | 2022. november 24.   | 974 Stadion, Doha, Katar                        | 25                  | Ghána        | 2–1 | 3–2      | 2022-es labdarúgó-világbajnokság               |
| 5 | 2023. március 26.    | Stade de Luxembourg, Luxembourg City, Luxemburg | 30                  | Luxemburg    | 2–0 | 6–0      | 2024-es labdarúgó-Európa-bajnokság (selejtező) |
| 6 | 2023. szeptember 11. | Estádio Algarve, Algarve, Portugália            | 32                  | Luxemburg    | 9–0 | 9–0      | 2024-es labdarúgó-Európa-bajnokság (selejtező) |

## Sikerei, díjai
Benfica
- Portugál bajnok: 2018–19[23]
- A Campeonato Nacional de Juniores, az U19-es korosztályos bajnokság győztese: 2017–18[23]
- UEFA Ifjúsági Liga-döntős: 2016–17[23]

Atlético Madrid
- La Liga: 2020–21[24]

Chelsea
- UEFA Konferencia Liga: 2024–25

Portugália
- UEFA Nemzetek Ligája-győztes: 2018–19, 2024–25

Egyéni elismerés
- Portugál bajnokság, a hónap játékosa: 2019 január[25]
- A hónap fiatal játékosa a portugál bajnokságban: 2019 január[26]
- Európa-liga, a szezon csapatának tagja: 2018–19[27]
- Az év portugál labdarúgója a CNID szavazásán: 2019[28]
- Golden Boy-díj: 2019[29]

## További információ
- A Benfica hivatalos honlapján Archiválva 2019. április 12-i dátummal a Wayback Machine-ben
- João Félix adatlapja a ForaDeJogo oldalán
- National team data (portugálul)
- João Félix az UEFA adatbázisában (angolul)

- João Félix adatlapja a Transfermarkt oldalon (angolul)
- João Félix adatlapja a Soccerway oldalon (angolul)